# Vương Hạc Đệ
Vương Hạc Đệ (tiếng Trung: 王鹤棣; bính âm: Wáng Hè Dì; sinh ngày 20 tháng 12 năm 1998) là một diễn viên và ca sĩ người Trung Quốc. Anh được biết đến với vai diễn đầu tay Đạo Minh Tự trong bộ phim Vườn sao băng (2018), và vai diễn đột phá Đông Phương Thanh Thương trong Thương Lan quyết (2022).

## Tiểu sử
Vương Hạc Đệ sinh ngày 20 tháng 12 năm 1998 tại Lạc Sơn, Tứ Xuyên, Trung Quốc. Anh từng là tiếp viên hàng không cấp 16, và là người mẫu trên áp phích nhập học của Học viện hàng không Tây Nam Tứ Xuyên. Trước khi ra mắt trong giới giải trí, anh cũng đã trở thành người phát ngôn hình ảnh cho các tiếp viên hàng không.
Vương Hạc Đệ sinh ngày 20 tháng 12 năm 1998 tại Lạc Sơn, Tứ Xuyên, Trung Quốc, trong một gia đình mà cha mẹ làm việc tại một nhà máy dược phẩm địa phương. Sau đó, gia đình anh mở một quán bán đồ chiên xiên. Từ nhỏ, Vương Hạc Đệ đã có niềm đam mê với bóng rổ và thần tượng LeBron James. Năm 14 tuổi, anh chuyển đến Thành Đô để theo học tại một trường trung học dạy nghề và sau đó là Học viện Hàng không Tây Nam Tứ Xuyên. Trong thời gian học, anh đã trở thành người mẫu cho các áp phích tuyển sinh của chương trình đào tạo tiếp viên hàng không của trường. Năm 2016, anh giành giải quán quân tại cuộc thi Tài Năng Thanh Xuân của các trường đại học ở Tứ Xuyên, đánh dấu bước ngoặt đầu tiên trong sự nghiệp giải trí của mình.

## Sự nghiệp
Năm 2016, Vương Hạc Đệ giành giải quán quân chung cuộc tại Sichuan Campus Red Festival (四川校园红人盛典), một lễ hội được tài trợ bởi các trường đại học/ cao đẳng, và chính thức bước chân vào làng giải trí.
Vào tháng 6 năm 2017, Vương Hạc Đệ tham gia chương trình Siêu thứ nguyên thần tượng của Youku và trở thành người chiến thắng cuối cùng.
Vương Hạc Đệ trở nên nổi tiếng với vai chính đầu tiên Đạo Minh Tự trong bộ phim Tân vườn sao băng năm 2018. Tháng 1 năm 2019, Vương Hạc Đệ đóng vai nam chính của Tương dạ 2. Bộ phim lên sóng vào tháng 1 năm 2020. Tháng 6 năm 2019, anh tiếp tục tham gia bộ phim Liên đại Tây Nam của chúng ta.
Tháng 3 năm 2021, Vương Hạc Đệ đóng cùng Tần Lam trong bộ phim Cuộc sống lý trí. Tháng 5 cùng năm, anh diễn vai nam chính của bộ phim Ngộ Long. Năm 2022, ngoài vai diễn Đông Phương Thanh Thương trong Thương Lan quyết giúp anh đạt được sự chú ý rộng rãi, anh còn tham gia các chương trình tạp kỹ như 50km Đào Hoa Ổ và Xin Chào Thứ 7. Cuối năm, anh ra mắt thương hiệu thời trang đường phố của riêng mình mang tên D.DESIRABLE.
Năm 2023, anh xuất hiện trong một số bộ phim truyền hình như Phù Đồ duyên, Hôm nay phải cố lên (phim hài tình huống nơi công sở), và Dĩ Ái Vi Doanh (phim tình cảm đô thị). Đầu năm 2024, Vương Hạc Đệ tham gia NBA All-Star Celebrity Game và hoàn thành các dự án như Đại Phung Đả Canh Nhân và Hắc Dạ Cáo Bạch. Cùng năm, anh nhận vai chính đầu tiên trong một bộ phim điện ảnh, tác phẩm khoa học viễn tưởng Per Aspera Ad Astra.

## Phim

### Điện ảnh
| Năm  | Tên phim                | Tên tiếng Trung | Vai diễn      | Ghi chú/ Tham khảo |
| ---- | ----------------------- | --------------- | ------------- | ------------------ |
| 2023 | Ngẩng đầu thấy niềm vui | 抬頭見喜        | Quách Văn Hàn | Phim đơn nguyên    |
| 2025 |                         | 青春夢          |               | [ 23 ]             |
| TBA  | Tinh Hà Nhập Mộng       | 星河入梦        |               | [ 22 ]             |

### Phim truyền hình
| Năm  | Tên phim                      | Tên tiếng Trung | Vai diễn                                    | Nhà đài                          | Ghi chú/ Tham khảo |
| ---- | ----------------------------- | --------------- | ------------------------------------------- | -------------------------------- | ------------------ |
| 2018 | Tân vườn sao băng             | 流星花园        | Đạo Minh Tự                                 | Hồ Nam vệ thị, Mango TV, Netflix | [ 24 ]             |
| 2020 | Tương dạ 2                    | 将夜 2          | Ninh Khuyết                                 | Tencent Video                    | Phim chiếu mạng    |
| 2021 | Cuộc sống lý trí              | 理智派生活      | Kỳ Hiểu                                     | Hồ Nam vệ thị, Mango TV, Netflix |                    |
| 2021 | Ngộ Long                      | 遇龙            | Uất Trì Long Viêm/ Long Ngọc Trì/ Long Ngôn | Tencent Video                    | Phim chiếu mạng    |
| 2022 | Thương Lan quyết              | 苍兰诀          | Đông Phương Thanh Thương                    | IQIYI, Netflix                   | Phim chiếu mạng    |
| 2022 | Phù Đồ duyên                  | 浮图缘          | Tiêu Đạc                                    | IQIYI                            | Phim chiếu mạng    |
| 2023 | Hôm nay phải cố lên           | 今日宜加油      | Bạch Mã Soái                                | IQIYI                            |                    |
| 2023 | Liên đại Tây Nam của chúng ta | 战火中的青春    | Trình Gia Thụ                               | Giang Tô vệ thị                  |                    |
| 2023 | Dĩ Ái Vi Doanh                | 以爱为营        | Thời Yến                                    | Hồ Nam vệ thị, Mango TV          |                    |
| 2024 | Đại Phụng Đả Canh Nhân        | 大奉打更人      | Hứa Thất An                                 | Tencent Video, CCTV              | Số tập :40         |
| TBA  | Hắc Dạ Cáo Bạch               | 黑夜告白        | Nhiễm Phương Húc                            | Youku                            | [ 27 ]             |
| TBA  | Cá Muối Phi Thăng             | 咸鱼飞升        | Tống Tiềm Cơ                                | Hồ Nam vệ thị, Mango TV          | [ 28 ]             |

### Chương trình truyền hình
| Năm  | Tên                            | Tên tiếng Trung     | Vai                   | Nhà đài                  | Ghi chú/ Tham khảo                                         |
| ---- | ------------------------------ | ------------------- | --------------------- | ------------------------ | ---------------------------------------------------------- |
| 2017 | Siêu thứ nguyên thần tượng     | 超次元偶像          | Thí sinh              | Youku                    | Người chiến thắng cuối cùng                                |
| 2018 | Quán trọ yêu thương 2          | 亲爱的客栈 2        | Diễn viên             | Hồ Nam vệ thị            | [ 30 ]                                                     |
| 2018 | Day Day Up                     | 天天向上            | Khách Mời             | Hồ Nam vệ thị            | Cùng với dàn cast Tân Vườn Sao Băng                        |
| 2018 | Super Penguin League           | 超级企鹅联盟S3      | Thành viên thường trú | Tencent Video            |                                                            |
| 2018 | Happy Camp                     | 快乐大本营          | Khách Mời             | Hồ Nam vệ thị            | 14.07.2018, 11.08.2018 Cùng với dàn cast Tân Vườn Sao Băng |
| 2019 | Super Nova Games 2             | 超新星全运会第二 届 | Thành viên thường trú | Tencent Video, iQIYI     | [ 31 ]                                                     |
| 2019 | Happy Camp                     | 快乐大本营          | Khách Mời             | Hồ Nam vệ thị            | 11.05.2019, 25.05.2019, 24.08.2019                         |
| 2019 | Super Penguin League           | 超级企鹅联盟S3      | Thành viên thường trú | Tencent Video            |                                                            |
| 2019 | Chinese Restaurant Season 3    | 中餐厅              | Khách mời             | Mango TV                 | Ep 9-11                                                    |
| 2020 | Các anh trai tràn đầy sức sống | 元气满满的哥哥      | Thành viên thường trú | Hồ Nam vệ thị            | [ 32 ]                                                     |
| 2020 | Super Penguin League           | 超级企鹅联盟S3      | Thành viên thường trú | Tencent Video            |                                                            |
| 2020 | Tôi ở Di Hòa Viên đợi bạn      | 我在 颐和园 等你    | Thành viên thường trú | Truyền hình Bắc Kinh BTV | Bắt đầu xuất hiện từ Ep 5                                  |
| 2021 | Day Day Up                     | 天天向上            | Khách Mời             | Hồ Nam vệ thị            | Cùng với Tần Lam tuyên truyền phim Cuộc Sống Lí Trí        |
| 2022 | Xin Chào Thứ Bảy               |                     | Thành viên thường trú | Hồ Nam vệ thị            |                                                            |
| 2022 | 50km Đào Hoa Ổ S2              | 50公里桃花坞2       | Thành viên thường trú | Tencent Video            |                                                            |
| 2022 | Trốn Thoát Khỏi Mật Thất 4     |                     | Khách mời             | Hồ Nam vệ thị            | Ep 10, 11, 12, 13, 14 (đóng máy)                           |
| 2022 | Phái Hành Động Dốc Hết Mình    |                     | Thành viên thường trú | Douyin                   |                                                            |
| 2022 | Keep Running S10               | 奔跑吧兄弟          | Khách mời             | Chiết Giang TV           | Ep 2,3                                                     |
| 2022 | Mao Tuyết Gâu                  | 毛雪汪              | Khách Mời             | Tencent Video            | Ep 26                                                      |
| 2022 | Nhiệm Vụ Ngọt Ngào             | 甜蜜的任务          | Khách Mời             | Mango TV                 | Ep 30                                                      |
| 2023 | 50km Đào Hoa Ổ S3              | 50公里桃花坞3       | Thành viên thường trú | Tencent Video            |                                                            |
| 2023 | Keep Running S11               | 奔跑吧兄弟          | Khách Mời             | Chiết Giang TV           | Ep 11, 12 Vương Hạc Đệ đi Thái Lan                         |
| 2023 | Xin Chào Thứ 7                 | 你好，星期六        | Khách Mời             | Mango TV                 | Cùng với dàn cast Dĩ Ái Vi Doanh                           |

## Đĩa nhạc
| Năm  | Tiêu đề tiếng anh       | Tiêu đề tiếng Trung | Album                          | Ghi chú / Tham khảo                                   |
| ---- | ----------------------- | ------------------- | ------------------------------ | ----------------------------------------------------- |
| 2017 | "We Are Dreamers"       |                     | Siêu thứ nguyên thần tượng OST |                                                       |
| 2018 | "For You"               |                     | Tân vườn sao băng OST          | với Trần Quan Hồng, Lương Tĩnh Khang và Ngô Hi Trạch. |
| 2018 | "Tạo ra hồi ức"         | 创造回忆            | Tân vườn sao băng OST          | với Trần Quan Hồng, Lương Tĩnh Khang và Ngô Hi Trạch. |
| 2018 | "Chưa bao giờ nghĩ đến" | 从来没想到          | Tân vườn sao băng OST          | với Trần Quan Hồng, Lương Tĩnh Khang và Ngô Hi Trạch. |
| 2018 | "Vô cùng quan trọng"    | 非同小可            | Tân vườn sao băng OST          |                                                       |
| 2018 | "Không cần suy nghĩ"    | 想都不用想          | Tân vườn sao băng OST          | [ 33 ]                                                |
| 2019 | "Hán tự thần kỳ"        | 神奇的汉字          | Hán tự thần kỳ OST             |                                                       |
| 2019 | "Miss Me"               |                     |                                | với Tydot                                             |
| 2020 | "Không oán"             | 不怨                | Tương dạ 2 OST                 | với Tống Y Nhân                                       |
| 2021 | "Thấu hiểu"             | 懂                  | Cuộc Sống Lí Trí               | với Tần Lam                                           |
| 2023 | "Tango Trên Bờ Biển"    | 海边探戈            |                                | với Vương Tề Minh, Phác Sa                            |